# العلاقات المالديفية الإسرائيلية
العلاقات المالديفية الإسرائيلية هي العلاقات الثنائية التي تجمع بين المالديف وإسرائيل.

## تاريخ
أقامت جزر المالديف علاقات دبلوماسية مع إسرائيل في عام 1965، عندما كانت إسرائيل الدولة الثالثة التي تعترف بجزر المالديف، وكان السفير الإسرائيلي أول من قدم أوراق اعتماده لرئيس جزر المالديف. وأوقف جزر المالديف العلاقات في عام 1974.
في عام 2009، في عهد الرئيس محمد نشيد، وقعت جزر المالديف اتفاقيات تعاون مع إسرائيل في مجالات السياحة والصحة والتعليم والثقافة. وفي عام 2010، أرسلت الحكومة الإسرائيلية فريقًا من أطباء العيون لعلاج المرضى وتدريب العاملين الطبيين المحليين في جزر المالديف.
وفي مايو 2011، أصبح وزير خارجية المالديف آنذاك، أحمد نسيم، أول مسؤول كبير من المالديف يزور إسرائيل، في رحلة استغرقت أربعة أيام. ورغم ذلك لم تتطور العلاقة المتجددة إلى علاقات دبلوماسية كاملة.
في يوليو 2018، في عهد الرئيس عبد الله يمين ، أنهت جزر المالديف اتفاقيات التعاون مع إسرائيل، وفي عام 2014 أعلنت مقاطعة المنتجات الإسرائيلية ، بعد شن إسرائيل عملية عسكرية على غزة. وأعلنت وزيرة الخارجية آنذاك دنيا مأمون أيضًا أن جزر المالديف ستدعم الفلسطينيين بشكل كامل في المنتديات الدولية مثل مجلس حقوق الإنسان التابع للأمم المتحدة وستقدم لهم المساعدات الإنسانية.
وفي عام 2020، بعد أن اعترفت الإمارات والبحرين بإسرائيل وذكرت إحدى وسائل الإعلام المحلية أن الحكومة ناقشت إقامة علاقات مع إسرائيل، ونفى وزير خارجية المالديف آنذاك عبد الله شهيد، أن يكون هناك مناقشات بشأن إقامة علاقات مع إسرائيل.
في عام 2021، أعلنت شركة السفر الإسرائيلية كامينوس أنها ستقدم رحلات مباشرة من جزر المالديف إلى إسرائيل في الفترة من 6 سبتمبر إلى 4 أكتوبر 2021، ومع ذلك، نفى وزير النقل المالديفي شائعات تقديم رحلات جوية مباشرة.
وفي عام 2023، على خلفية الحرب في غزة نظم المالديفيون احتجاجات لوقف السياحة الإسرائيلية في جزر المالديف، تضامنًا مع الفلسطينيين، وقدم النائب المالديفي سعود حسين قرارًا إلى البرلمان لمنع حاملي جوازات السفر الإسرائيلية من القدوم إلى البلاد. وفي نفس العام، أصدرت وزارة الخارجية الإسرائيلية تحذيرًا من السفر إلى جزر المالديف بسبب الأجواء المعادية لإسرائيل ودعا سكان جزر المالديف إلى مقاطعة الشركات المالديفية.
وفي مايو 2024، قدم النائب المالديفي ميكائيل أحمد نسيم مشروع قانون إلى البرلمان يدعو إلى حظر دخول حاملي جوازات السفر الإسرائيلية. والذي تم قبوله على الفور وبدأت البلاد في 2 يونيو 2024 في تنفيذ هذا القانون. كما أدانت جزر المالديف الهجمات الإسرائيلية على رفح ودعت إسرائيل إلى الالتزام بحكم محكمة العدل الدولية.

## مقارنة بين البلدين
هذه مقارنة عامة ومرجعية للدولتين:
| وجه المقارنة                                              | المالديف       | إسرائيل                                                             |
| --------------------------------------------------------- | -------------- | ------------------------------------------------------------------- |
| المساحة (كم2)                                             | 298            | 20.77 ألف                                                           |
| عدد السكان (نسمة)                                         | 436.33 ألف     | 8.89 مليون                                                          |
| الكثافة السكانية (ن./كم²)                                 | 146.42 ألف     | 428.02                                                              |
| العاصمة                                                   | ماليه          | القدس                                                               |
| اللغة الرسمية                                             | اللغة الديفهي  | اللغة العبرية، اللغة العربية                                        |
| العملة                                                    | روفيه مالديفية | شيكل إسرائيلي جديد، شيكل إسرائيلي قديم، جنيه فلسطيني، جنيه إسرائيلي |
| الناتج المحلي الإجمالي (بليون دولار)                      | 4.60 مليار     | 350.85 مليار                                                        |
| الناتج المحلي الإجمالي (تعادل القوة الشرائية) بليون دولار | 5.23 مليار     | 306.51 مليار                                                        |
| الناتج المحلي الإجمالي الاسمي للفرد دولار أمريكي          | 8.39 ألف       | 35.73 ألف                                                           |
| الناتج المحلي الإجمالي للفرد دولار أمريكي                 | 12.53 ألف      | 36.58 ألف                                                           |
| مؤشر التنمية البشرية                                      | 0.706          | 0.899                                                               |
| رمز المكالمات الدولي                                      | +960           | +972                                                                |
| رمز الإنترنت                                              | .mv            | .il                                                                 |
| المنطقة الزمنية                                           | ت ع م+05:00    | توقيت إسرائيل، Israel Summer Time ‏                                  |

## منظمات دولية مشتركة
يشترك البلدان في عضوية مجموعة من المنظمات الدولية، منها:
| علم المنظمة | اسم المنظمة                        | تاريخ انضمام المالديف | تاريخ انضمام إسرائيل |
| ----------- | ---------------------------------- | --------------------- | -------------------- |
|             | مؤسسة التنمية الدولية              | 13 يناير 1978         | 22 ديسمبر 1960       |
|             | الأمم المتحدة                      | 21 سبتمبر 1965        | 11 مايو 1949         |
|             | منظمة التجارة العالمية             | ?                     | 21 أبريل 1995        |
|             | منظمة الشرطة الجنائية الدولية      | ?                     | ?                    |
|             | الاتحاد الدولي للاتصالات           | 28 فبراير 1967        | 24 يونيو 1948        |
|             | البنك الدولي للإنشاء والتعمير      | 13 يناير 1978         | 12 يوليو 1954        |
|             | الاتحاد البريدي العالمي            | ?                     | ?                    |
|             | مؤسسة التمويل الدولية              | 2 فبراير 1983         | 26 سبتمبر 1956       |
|             | وكالة ضمان الاستثمار متعدد الأطراف | 19 مايو 2005          | 21 مايو 1992         |
|             | يونسكو                             | 18 يوليو 1980         | 16 سبتمبر 1949       |

## وصلات خارجية
- موقع وزارة الخارجية المالديفية
- موقع وزارة الخارجية الإسرائيلية